# Friedrich Becke
Friedrich Johann Karl Becke (Praga, Império Austro-Húngaro, 31 de dezembro de 1855 — Viena, Áustria, 18 de junho de 1931) foi um mineralogista e petrógrafo austríaco.
Foi professor de Universidade de Praga. Teve um papel relevante na mineralogia óptica, desenvolvendo um método que determina as linhas de refração da luz ao atravessar espécimes de um mineral num meio líquido, conhecidas atualmente como linhas de Becke.
Foi laureado com a medalha Wollaston pela Sociedade Geológica de Londres, em 1929.